# Parastenopsylla vacciniae
Parastenopsylla vacciniae är en insektsart som beskrevs av Yang 1984. Parastenopsylla vacciniae ingår i släktet Parastenopsylla och familjen spetsbladloppor. Inga underarter finns listade i Catalogue of Life.